# Asarum macranthum
Asarum macranthum är en piprankeväxtart som beskrevs av Joseph Dalton Hooker. Asarum macranthum ingår i släktet hasselörter, och familjen piprankeväxter. Inga underarter finns listade i Catalogue of Life.